# Alas! Poor Yorick!
Alas! Poor Yorick! è un cortometraggio muto del 1913 scritto e diretto da Colin Campbell.
Viene considerato come il primo film dove Roscoe 'Fatty' Arbuckle appare travestito in abiti femminili.

## Trama
Un alienato, convinto di essere un grande attore, riesce a scappare dal manicomio. Sapendo delle sue ossessioni, il direttore rivolge le ricerche nell'ambiente teatrale, avvisando tutti gli impresari del settore: subito i sospetti cadono su Montgomery Irving, un attore vecchia maniera che pare effettivamente pazzo. L'uomo non capisce le ragioni del suo arresto e, proprio mentre sta per distruggere la casa dell'impresario, arriva la notizia che il vero matto è stato arrestato.

## Produzione
Il film fu prodotto dalla Selig Polyscope Company.

## Distribuzione
Distribuito dalla General Film Company, il film - un cortometraggio di 150 metri - uscì nelle sale cinematografiche statunitensi il 21 aprile 1913.
Nelle proiezioni, veniva programmato con il sistema dello split reel, accorpato in un'unica bobina con un altro cortometraggio prodotto dalla Selig, il documentario Canton, China.
Non si conoscono copie ancora esistenti della pellicola che viene considerata presumibilmente perduta.